# Himno a la Montaña
Himno a la Montaña (Spaans: [ˈimno a la monˈtaɲa]; "Hymne aan de Berg") is het officiële volkslied van Cantabrië.

## Tekst
Himno a la Montaña

Cantabria querida

te voy a cantar

la canción que mi pecho

te va a dedicar

que es muy grande mi amor

a la tierra en que nací.

Quiero que sus sones

puedan traspasar

las montañas más altas

y el inmenso mar,

como ofrenda leal

al terruño en que viví.

Y es mi cántico amoroso

cual arrullo maternal

en que todos veneramos

la Cantabria fraternal.

Y un recuerdo cariñoso

de pureza regional,

a La Montaña dedico

con vigor tradicional

vigor tradicional.

Mi tierruca siempre ha de ser

bella aurora del corazón

y a ella un beso puro de amor

y lleno de emoción

siempre he de ofrecer.

Hijos de mi Cantabria

nobles de mi querer,

hermanos montañeses

por siempre hemos de ser.

Juntos nos agrupemos

muy fuerte y muy leal

que la madre Cantabria

un abrazo nos da.